# Come Home (Gilmore Girls)
Come home es el 99.º episodio de la serie estadounidense de televisión Gilmore Girls.

## Resumen del episodio
Rory se ofrece para ayudar a Logan con la redacción de un artículo para el periódico de Yale, sin embargo ella queda muy desilusionada cuando él no la invita a la fiesta de presentación del nuevo libro de su padre. En medio de una conversación con unos socios, Richard descubre que Emily tuvo una cita con un hombre; después, cuando ve a su esposa conversando con dicho hombre, estrella su coche contra el de ella, y luega la lleva a casa. Ahí, ambos se reconcilian; por otra parte, Lorelai desea tener un televisor en la cama para poder ver algo por la noche, mientras Luke duerme, y él le cumple su deseo. Jackson se preocupa que Sookie se demore mucho en llegar a casa después del trabajo, y Lorelai descubre que su amiga se queda a ver un programa de televisión y a comer chocolates en una de las habitaciones vacías del Dragonfly; Lane y su banda van a la celebración del Nuevo Año Lunar en casa de su madre, pero ésta y Zach no están contentos cuando Lane usa lentes de contacto. El viernes en la noche, Emily y Richard les comunican la buena nueva de la reconciliación a Lorelai y Rory, y para celebrarlo renovarán sus votos por 40 años de matrimonio; al ver que la relación de Lorelai y Luke se torna seria, Emily le dice a Christopher que no pierda tiempo y haga algo si quiere volver con ella.

## Curiosidades
- En Red light on wedding night (temporada 2), Emily dijo que llevaba 34 años casada con Richard. Tres años después (temporada 5), ¿no deberían tener 37 o 38 años de casados y no 40?
- Luego de estrellar el auto de Emily, pareciera que Richard no viene desde el suyo propio, sino desde algún lugar fuera de la escena.
- En Richard in Stars Hollow, Emily asegura que va a la peluquería todos los miércoles a las tres, sin embargo ahora lo hace el viernes por la mañana.

- Datos: Q5778900